# USS Bancroft (DD-256)
Za druga plovila z istim imenom glejte USS Bancroft.
USS Bancroft (DD-256) je bil rušilec razreda Clemson v sestavi Vojne mornarice Združenih držav Amerike.
Rušilec je bil poimenovan po Georgu Bancroftu, zgodovinarju in politiku.

## Zgodovina
V sklopu sporazuma rušilci za baze je bila 23. oktobra 1940 predana Kraljevi kanadski vojni mornarici, kjer so ladjo preimenovali v HMCS St. Francis.